# فرانوسا بومبون
(1855 – 1933) نحات فرنسي ممن عملوا مع رودان ، تخصص في نحت تماثيل الطيور والحيوانات فضلا عن تماثيله للأشخاص اشتهر ببساطة مسطحاته وقوتها والتركيز علي علاقة النور بالأشكال .